# Henry Wittenberg
Henry Wittenberg (Jersey City, Nova Jérsia, 18 de setembro de 1918 - Somers, Nova Iorque, 9 de março de 2010) foi um lutador norte-americano e campeão olímpico em luta livre.